# Lotto Soudal/2016
Deze pagina geeft een overzicht van Lotto Soudal in 2016.

## Algemene gegevens
Algemeen Manager: Marc Sergeant
Teammanager: Mario Aerts
Ploegleiders: Herman Frison, Frederik Willems, Marc Wauters, Bart Leysen, Kurt Van De Wouwer
Fietsmerk: Ridley
Kleding: Vermarc
Kopmannen: Tiesj Benoot, Maxime Monfort, André Greipel, Tim Wellens, Bart De Clercq

## Transfers
| Inkomend          | Team 2015                   | Uitgaand              | Team 2016              |
| ----------------- | --------------------------- | --------------------- | ---------------------- |
| Rafael Valls      | Lampre-Merida               | Jurgen Van den Broeck | Katjoesja              |
| Jelle Wallays     | Topsport Vlaanderen-Baloise | Kenny Dehaes          | Wanty-Groupe Gobert    |
| Tomasz Marczyński | Torku Şekerspor             | Boris Vallée          | Fortuneo-Vital Concept |
| Frederik Frison   | Lotto Soudal U23&Stage      | Vegard Breen          | Fortuneo-Vital Concept |
|                   |                             | Dennis Vanendert      | Onbekend               |

## Renners
| Naam               | Geboortedatum | Nationaliteit | Ploeg 2015                  |
| ------------------ | ------------- | ------------- | --------------------------- |
| Sander Armée       | 10-12-1985    | België        |                             |
| Lars Ytting Bak    | 16-01-1980    | Denemarken    |                             |
| Tiesj Benoot       | 11-03-1994    | België        |                             |
| Kris Boeckmans     | 13-02-1987    | België        |                             |
| Stig Broeckx       | 10-05-1990    | België        |                             |
| Jasper De Buyst    | 24-11-1993    | België        |                             |
| Sean De Bie        | 03-10-1990    | België        |                             |
| Jens Debusschere   | 28-08-1989    | België        |                             |
| Bart De Clercq     | 26-08-1986    | België        |                             |
| Thomas De Gendt    | 06-11-1986    | België        |                             |
| Gert Dockx         | 04-07-1988    | België        |                             |
| Frederik Frison    | 28-07-1992    | België        | Lotto Soudal U23&Stage      |
| Tony Gallopin      | 24-05-1988    | Frankrijk     |                             |
| André Greipel      | 16-07-1982    | Duitsland     |                             |
| Adam Hansen        | 11-05-1981    | Australië     |                             |
| Greg Henderson     | 09-10-1976    | Nieuw-Zeeland |                             |
| Pim Ligthart       | 16-06-1988    | Nederland     |                             |
| Tomasz Marczyński  | 06-03-1984    | Polen         | Torku Şekerspor             |
| Maxime Monfort     | 14-01-1983    | België        |                             |
| Jürgen Roelandts   | 02-07-1985    | België        |                             |
| Marcel Sieberg     | 30-04-1982    | Duitsland     |                             |
| Rafael Valls       | 25-06-1987    | Spanje        | Lampre-Merida               |
| Tosh Van der Sande | 28-11-1990    | België        |                             |
| Jelle Vanendert    | 19-02-1985    | België        |                             |
| Louis Vervaeke     | 06-10-1993    | België        |                             |
| Jelle Wallays      | 11-05-1989    | België        | Topsport Vlaanderen-Baloise |
| Tim Wellens        | 10-05-1991    | België        |                             |

## Overwinningen
Trofeo Felanitx-Ses Salines-Campos-Porreres
Winnaar: André Greipel
Trofeo Playa de Palma-Palma
Winnaar: André Greipel
Driedaagse van West-Vlaanderen
Eindklassement: Sean De Bie
Jongerenklassement: Sean De Bie
Rushesklassement: Sean De Bie
Ploegenklassement: Lotto-Soudal
Parijs-Nice
7e etappe: Tim Wellens
Dwars door Vlaanderen
Winnaar: Jens Debusschere
Ronde van Catalonië
4e etappe: Thomas De Gendt
Bergklassement: Thomas De Gendt
Puntenklassement: Thomas De Gendt
Ronde van Turkije
3e etappe: André Greipel
Ronde van Romandië
Bergklassement: Sander Armée
Ronde van Italië
5e etappe: André Greipel
6e etappe: Tim Wellens
7e etappe: André Greipel
12e etappe: André Greipel
Ronde van Luxemburg
1e etappe: André Greipel
Nationale kampioenschappen wielrennen
Duitsland - wegrit: André Greipel
Ronde van Frankrijk
12e etappe: Thomas De Gendt
21e etappe: André Greipel
Ronde van Polen
5e etappe: Tim Wellens
Eindklassement: Tim Wellens
Bergklassement: Tim Wellens
Ploegenklassement: Lotto-Soudal
Grand Prix Pino Cerami
Winnaar: Jelle Wallays
Ronde van Bochum
Winnaar: Marcel Sieberg
Ronde van de Ain
2e etappe: Tosh Van der Sande
Ronde van Groot-Brittannië
1e etappe: André Greipel
Grote Prijs van Wallonië
Winnaar: Tony Gallopin
1985 · 1986 · 1987 · 1988 · 1989 · 1990 · 1991 · 1992 · 1993 · 1994 · 1995 · 1996 · 1997 · 1998 · 1999 · 2000 · 2001 · 2002 · 2003 · 2004 · 2005 · 2006 · 2007 · 2008 · 2009 · 2010 · 2011 · 2012 · 2013 · 2014 · 2015 · 2016 · 2017 · 2018 · 2019 · 2020 · 2021 · 2022 · 2023 · 2024 · 2025
AG2R-La Mondiale · Astana Pro Team · BMC Racing Team · Cannondale Pro Cycling Team · Dimension Data · Etixx-Quick Step · FDJ · Team Giant-Alpecin · IAM Cycling · Team Katjoesja · Lampre-Merida · Team LottoNL-Jumbo · Lotto Soudal · Movistar Team · Orica GreenEDGE · Team Sky · Tinkoff · Trek-Segafredo